# Prestwich
Prestwich är en ort i distriktet Bury, Storbritannien. Den ligger i grevskapet Greater Manchester och riksdelen England, i den centrala delen av landet, 270 km nordväst om huvudstaden London. Prestwich ligger 97 meter över havet och antalet invånare är 32 125.
Terrängen runt Prestwich är platt, och sluttar söderut.Runt Prestwich är det mycket tätbefolkat, med 3 369 invånare per kvadratkilometer. Närmaste större samhälle är Manchester, 6,6 km sydost om Prestwich. Runt Prestwich är det i huvudsak tätbebyggt.